# Tristan Vautier
Tristan Vautier (Saint-Martin-d'Hères, 22 de agosto de 1989) é um automobilista francês que compete atualmente na IndyCar Series, pela equipe Schmidt-Peterson Motorsports. 
Vautier iniciou a carreira na Fórmula Renault Campus, em 2006. Competiu ainda na Fórmula Renault 2.0 francesa, na Eurocopa de Fórmula Renault 2.0, na Fórmula Renault 2.0 WEC, na Fórmula Palmer Audi e no Campeonato de Fórmula Dois da FIA até 2010, quando mudou-se para os Estados Unidos e disputou a Star Mazda Championship, onde foi campeão em 2011. Participou ainda da Indy Lights, onde sagrou-se campeão em 2012 e garantiu sua presença no grid da IndyCar.

## Links
- Site oficial de Tristan Vautier (em francês)
- Perfil de Vautier no site Driverdb.com (em inglês)